# 1月21日 (旧暦)
旧暦1月21日は旧暦1月の21日目である。六曜は先負である。

## できごと
- 天平17年（ユリウス暦745年2月26日） - 民間僧・行基が大僧正に
- 延長5年（ユリウス暦927年2月25日） - 藤原忠平が延喜式を奏進する｡
- 慶応2年（グレゴリオ暦1866年3月7日） - 坂本龍馬らの斡旋により薩長盟約が成立。幕末政争で争っていた薩摩藩と長州藩が討幕の為に提携

## 誕生日
- 享禄3年（ユリウス暦1530年2月18日） - 上杉謙信、武将（+ 1578年）
- 寛文8年（グレゴリオ暦1668年3月3日） - 毛利吉就、長州藩藩主（+ 1694年）
- 明治元年（グレゴリオ暦1868年2月14日） - 岡田啓介、31代内閣総理大臣（+ 1952年）

## 忌日
- 慶長16年（グレゴリオ暦1611年3月5日） - 島津義久、武将（* 1533年）